# Casino de Knokke
Le Grand Casino de Knokke est un casino situé sur la digue de mer (Zeedijk) à Albert-Plage (Albertstrand) à Knokke, en Belgique. Connu comme le plus grand des neuf casinos belges, il contient des œuvres de Keith Haring, René Magritte et Paul Delvaux.

## Histoire
Le bâtiment a été commandé par Jozef Nellens. Lors d'un concours public d'architecture en 1925, le jeune architecte Léon Stynen est le vainqueur. Le casino de Knokke a été construit en 1929-1931 selon sa conception moderniste ; plus tard, Stynen concevra également les casinos de Blankenberge (1932), Chaudfontaine (1938) et Ostende (1950-1952).
À partir des années 1930, le casino a prospéré. Il devient un lieu de rencontre chic et branché où se déroulent de nombreux concerts et spectacles de cabaret. De nombreuses stars internationales se sont produites durant cette période, telles que Joséphine Baker, Maurice Chevalier, Édith Piaf, Arthur Rubinstein et Ray Ventura. En 1938 eut également lieu une rétrospective de la colonie de peintres de la fin du XIXe siècle de Knokke, qui s'était constituée autour du peintre Alfred Verwée.
Pendant la Seconde Guerre mondiale, la digue de Knokke faisait partie du mur de l'Atlantique et le casino a été converti en bunker. À la fin des années 1940 et en 1954-1955, il a été rénové selon les plans de l'architecte Louis Govaerts, perdant une partie de son caractère moderniste d'origine.
Le casino est devenu un important temple de la culture dans les années 1950 et 1960, avec des spectacles musicaux d'allure internationale et de grandes expositions estivales annuelles. Au cours de cette période, des œuvres ont été exposées par Marc Chagall, Salvador Dali, Raoul Dufy, Max Ernst, René Magritte, Henri Matisse, Pablo Picasso et Ossip Zadkine. Des œuvres d'artistes d'avant-garde alors inconnus tels que Joseph Beuys, Panamarenko, Robert Rauschenberg et Andy Warhol ont également été présentées Il y avait des performances de Georges Brassens, Jacques Brel, Ray Charles, Nat King Cole, Marlene Dietrich, Ella Fitzgerald et Frank Sinatra, entre autres.
La salle Magritte du casino a reçu un lustre vénitien monumental conçu par Jozef Selis en 1952. Un an plus tard, la fresque monumentale à 360° de René Magritte, L'Empire enchanté, est réalisée dans la même salle. Le lustre a été déplacé dans la salle d'honneur en 1972. Depuis 1961-1962, la grande salle de jeux abrite dix tapisseries de Jean Lurçat.
D'importants travaux de rénovation ont également suivi dans les années 1970 et 1980. Depuis 1983, le grand tableau Le Voyage légendaire de Paul Delvaux est exposé du côté est du hall supérieur ; cet ouvrage était initialement destiné au casino de Chaudfontaine mais a été déplacé à Knokke. Une peinture murale sur le thème du jeu de Keith Haring se trouve dans la zone des escaliers du hall supérieur depuis 1987.
Le casino de Knokke est classé patrimoine immobilier flamand depuis le 5 octobre 2009, mais n'est pas protégé.
Le Grand Casino de Knokke appartient désormais à Napoleon Games Sports & Casino.

## Nouveau Casino de Knokke
Un accord a été conclu sur l'avenir du casino de Knokke, en Belgique. Une nouvelle arcade sera construite sous Canada Square vers 2021. Le bâtiment actuel, sur Zeedijk-Albert-Plage, sera ensuite transformé en salle d'événements.

## Sources, notes et références
1. ↑  (en) Li, « The quiet exactness of dreams », sur INVISIBLE FORMS, 6 décembre 2016 (consulté le 10 mai 2023).
2. ↑  G. Callaert en P. Vanneste, « Casino Knokke », Inventaris Onroerend Erfgoed, 2005 (consulté le 29 juin 2016).
3. ↑  website Grand Casino Knokke.
4. ↑   Nieuw Casino Knokke gaat Ondergronds.